# 오이와역
오이와역(일본어: 大岩駅)은 일본 돗토리현 이와미군 이와미정에 있는 서일본 여객철도 산인 본선의 역이다. 단선 승강장 1면 1선의 구조를 지닌 지상역이다.

## 역 주변
- 국도 제9호선
- 국도 제178호선

## 역사
- 1950년 1월 1일 : 개업.
- 1962년 10월 1일 : 화물 취급을 폐지.
- 1987년 4월 1일 : 민영화에 의해, 서일본 여객철도로 이관.

## 인접 정차역
| 서일본 여객철도 산인 본선 | 서일본 여객철도 산인 본선 | 서일본 여객철도 산인 본선 |
| ------------------------- | ------------------------- | ------------------------- |
| 이와미 교토 방면          | ■ 산인 본선               | 후쿠베 돗토리 방면        |